# 艾雲·祖高域
艾雲·祖高域（塞尔维亚语：／；1982年12月20日—）是一名塞爾維亞職業足球員，現時效力波萊特柳比奇足球會。

## 外部連結
- Soccerway資料庫：艾雲·祖高域
- 艾雲·祖高域在FootballDatabase.eu中的档案
- 艾雲·祖高域在RomanianSoccer.ro和StatisticsFootball.com上的資料
- Ivan Đoković （页面存档备份，存于） at Utakmica.rs （塞爾維亞語）
- Ivan Djokovic at srbijafudbal.net，存档于（存檔日期 November 29, 2014） （塞爾維亞語）
- Ivan Djoković at MFK Košice，存档于（存檔日期 February 2, 2014） （斯洛伐克語）
- 羅馬尼亞足球檔案：艾雲·祖高域 （页面存档备份，存于）